# Juan de Dios Peza
Juan de Dios Peza (1852–1910) nemesi családban, Mexikóvárosban született 1852-ben. Az 1870-es években már a mexikói nagykövetségen dolgozott Spanyolországban.
Első verscsokra a Poesías 1873-ban jelent meg. Ama kötetét, mellyel már Spanyolországban is híressé vált 1879-ben publikálták Madridban La lira mexicana címmel. Ezzel egyidőben a La ilustración Española y Mexicana-nak is írt, mellyel az újságírásban is nevet szerzett magának.
Peza számtalan remekmű szerzője, melyek közül talán a Canto a la patria (Ének a szülőföldhöz876), a Cantos del hogar (Énekek a családi körhöz, 1884) és az Hojas de margarita (a margarita levelei, 1910) a legkiemelkedőbbek. 
Európában és így Magyarországon sem ismertek széles körben versei, így nem szerezhetünk tágabb ismereteket a 19. századi latin-amerikai költészetről. Versei pontosan tükrözik a kialakuló modern világ hangulatát, bőséges tájleírással és lélekábrázolással.

## Kötetei
- Poesías (1873)
- Canto a la Patria (1876)
- Horas de pasión (1876)
- La lira mexicana (1879)
- Algunos versos inéditos (1885)
- Poesías completas (1886)
- La musa vieja (1891)
- Hogar y patria (1891)
- La lira de la patria (1893)
- Poesías escogidas (1897)
- Poesía (1903)

## Egy költeménye: Desolación
Poesías Escogidas ~ Desolación
Esperanzas y esueños,

placer y afán,

nada dura en la vida:

¡todo se va!
para el artero mundo,

dicha ó pesar,

lágrimas ó sonrisas,

¡todo es igual!
Hace bien el que lejos

de los demás,

se huelga ó se lamenta

del bien y el mal.
Hace bien el que alivio

pide jamás,

y busca en sus pesares

la soledad.
Bien hace el que disfraza

su propio mal;

bien hace el que se esconde

para llorar.
(Juan de Dios Peza)